# Phare de Travemünde (1974)
Le nouveau phare de Travemünde (en allemand : Maritime Travemünde) est un phare actif situé à Lübeck dans le Land de (Schleswig-Holstein), en Allemagne.
Il est géré par la WSV de Lübeck .

## Histoire
Le nouveau phare de Travemünde , mis en service en 1974, se trouve sur le sommet du Maritim Hotelgesellschaft mbH (de), le plus grand immeuble du quartier de Travemünde à Lübeck. Mis en chantier en 1970, l'immeuble de 119 m est achevé en 1974. La balise est installée dans le dernier étage pour remplacer l'ancien phare qui est désactivé à cause de la construction de l'immeuble devant lui.

## Description
La balise , émet, à une hauteur focale de 114,5 m, un bref éclat blanc,et rouge et vert de 0.1 seconde, selon direction, par période de 4 secondes. Sa portée est de 19 milles nautiques (environ 35 km) pour le feu blanc et 15 milles nautiques (environ 28 km) pour le rouge.
Identifiant : ARLHS : FED-276 - Amirauté : C1360 - NGA : 3304 .

## Caractéristiques dufeu maritime
Fréquence : 4 secondes (WG )
- Lumière : 0.1 seconde
- Obscurité : 3.9 secondes

|               |
| Maritim Hotel |

### Lien connexe
- Liste des phares en Allemagne